# Wszeciech
Wszeciech – alternatywna forma imienia Sieciech. Znaczenie imienia: "ten, któremu wszystko sprawia radość".
Wszeciech imieniny obchodzi 28 października